# Absinthe

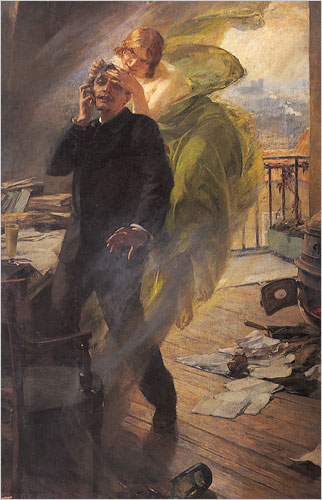
Green Muse (1895) của họa sĩ Albert Maignan.

Absinthe (phát âm tiếng Anh: /ˈæbsɪnθ/ hoặc /ˈæbsænθ/; tiếng Pháp: [apsɛ̃t], còn được gọi green fairy: cô tiên xanh) được mô tả là một thức uống chưng cất, độ cồn cao (45–74% ABV / 90–148 U.S. proof). Nó có hương tiểu hồi cần và nguồn gốc từ thực vật, như hoa và lá của Artemisia absinthium ("grand wormwood"), cùng với tiểu hồi cần, tiểu hồi hương ngọt, và một số loại rau thơm khác. Absinthe theo truyền thống có màu lục tự nhiên nhưng cũng có thể không màu. Nó thường được nhắc đến trong các văn kiện lịch sử dưới tên "la fée verte" (nàng tiên xanh). Thường bị nhìn nhận sai là rượu mùi, absinthe truyền thống không được đóng chai với đường thêm vào, và do đó được phân loại là thức uống chưng cất. Absinthe đóng chai có nồng độ cồn trên thể tích cao, nhưng thường được pha loãng bằng nước.
Absinthe bắt nguồn từ bang Neuchâtel tại Thụy Sĩ vào cuối thể kỷ XVIII. Cuối thể kỷ XIX-đầu thể kỷ XX tại Pháp, nó là một thức uống có cồn phổ biến, đặc biệt với những văn sĩ và họa sĩ người Paris. Do sự gắn kết của nó với văn hóa Bohemian, việc tiêu thụ absinthe bị những người theo chủ nghĩa bảo thủ xã hội và prohibitionist (người ủng hộ việc cấm rượu) ngăn cản. Ernest Hemingway, James Joyce, Charles Baudelaire, Paul Verlaine, Arthur Rimbaud, Henri de Toulouse-Lautrec, Amedeo Modigliani, Pablo Picasso, Vincent van Gogh, Oscar Wilde, Marcel Proust, Aleister Crowley, Erik Satie, Edgar Allan Poe, Lord Byron và Alfred Jarry đều là người nghiện absinthe.
Absinthe thường bị thể hiện như một loại ma túy tác động trí tuệ gây nghiện và gây ảo giác nguy hiểm. Hợp chất hóa học thujone, dù chỉ hiện diện trong thức uống này ở nồng độ vừa phải, có tác động gây hại. Tới năm 1915, Hoa Kỳ và nhiều nước châu Âu, gồm Pháp, Hà Lan, Bỉ, Thụy Sĩ và đế quốc Áo-Hung, đã cấm absinthe. Dù có nhiều tai tiếng, nó đã được chứng minh rằng không nguy hiểm gì hơn các loại thức uống chưng cất thông thường. Nghiên cứu gần đây cho thấy khả năng tác động trí tuệ của absinthe đã bị thổi phồng.
Bắt đầu từ thập niên 1990, những luật mới về thực phẩm và thức uống của Liên minh châu Âu (EU) đã gỡ bỏ những rào chắn trong việc sản xuất và buôn bán thức uống này. Đầu thế kỷ XXI, gần 200 hãng absinthe đã được tự do sản xuất tại nhiều quốc gia, đáng chú ý nhất ở Pháp, Thụy Sĩ, Úc, Tây Ban Nha, và Cộng hòa Séc.